# Zalli
Zalli è un arrondissement del Benin situato nella città di Lalo (dipartimento di Kouffo) con 5.913 abitanti (dato 2006).